# Quido Mánes
Quido Mánes (17. července 1828 Praha-Staré Město – 5. srpna 1880 Praha-Nové Město) byl český malíř, kreslíř a ilustrátor doby romantismu a realismu.

## Život
Narodil se jako syn malíře Antonína Mánesa a jeho ženy Magdalény, a jako nejmladší ze tří dětí, starší a slavnější byl bratr Josef Mánes, nejstarší sestra Amalie Mánesová. Díky otci a strýci směl již od deseti let studoval na pražské Akademii, u Františka Tkadlíka a Christiana Rubena. V letech 1870–1871 podnikl pozdní studijní cestu k tehdy módnímu švýcarskému malíři B. Vautierovi do Düsseldorfu. Pět let trávil léto u rodiny Kotzových z Dobrše a u Wallisů v Kolešovicích. Rodinu Antonína Veitha navštěvoval v Liběchově, a vymaloval skupinovou podobiznu Veithových dětí.

## Tvorba
Maloval nejdříve historické a bitevní scény, později také studoval lidové typy pro galerii slovanských krojů. Jeho hlavním oborem se však stala romantická a později naturalistická malba žánrových scén s postavami z městského i vesnického života, ovlivněné mnichovským malířem Carlem Spitzwegem. Quido Mánes v nich zachycuje množství drobných detailů a osvědčuje malířskou zručnost, cit pro barvu a znázornění světla, včetně drobných barevných reflexů. Krajina na pozadí výjevů je podána precizní a jemnou malbou s důrazem na barevnost vegetace, která dokonale vystihuje kontrasty světel a stínů v denní nebo noční scéně. Pitoreskní figurky dokázal malovat se smyslem pro humor (Spící ponocný, Zvědavý posel, Starý mládenec, Zlatník, Čtenář), věnoval se také karikaturám (Svatolukášská kniha cechu pražských malířů). Ilustroval několik knížek. Nejúspěšnější z nich byly Babička Boženy Němcové (1858), Cervantesův Don Quijote (1869) a Goethův Herrmann a Dorotka.
Po smrti svého bratra Josefa žil v Praze se sestrou Amálií jako svobodný starý mládenec, trpěl srdeční chorobou.

## Dílo
- Čínský císař Kien-long skládá chvalozpěv na čaj (1858), NG; mistrovské dílo druhého rokoka; zářivá barva je rozvedena do jemných přechodů a světlo do široké stupnice odrazů
- Pouť u sv. Prokopa v Prokopském údolí (1861)
- Nuselská pouť Fidlovačka (1861)
- Zlatník (1861)
- Starožitník (1861) - lze najít ve stálé expozici galerie v Liberci
- Spící ponocný (1862)
- Starý mládenec (1863), NG
- Křesťanské cvičení na Domažlicku (1869)
- Návštěva babičky a dědečka (1871)
- Selské děvče před zrcadlem (1872), NG
- Děvčátko s krůtami (1874)
- Student
- Labužník
- Zvědavý posel
- Krkonošská bouda (1848-1851)

## Zastoupení ve sbírkách
- Národní galerie Praha
- Muzeu hlavního města Prahy
- Národní muzeum, Praha

## Galerie

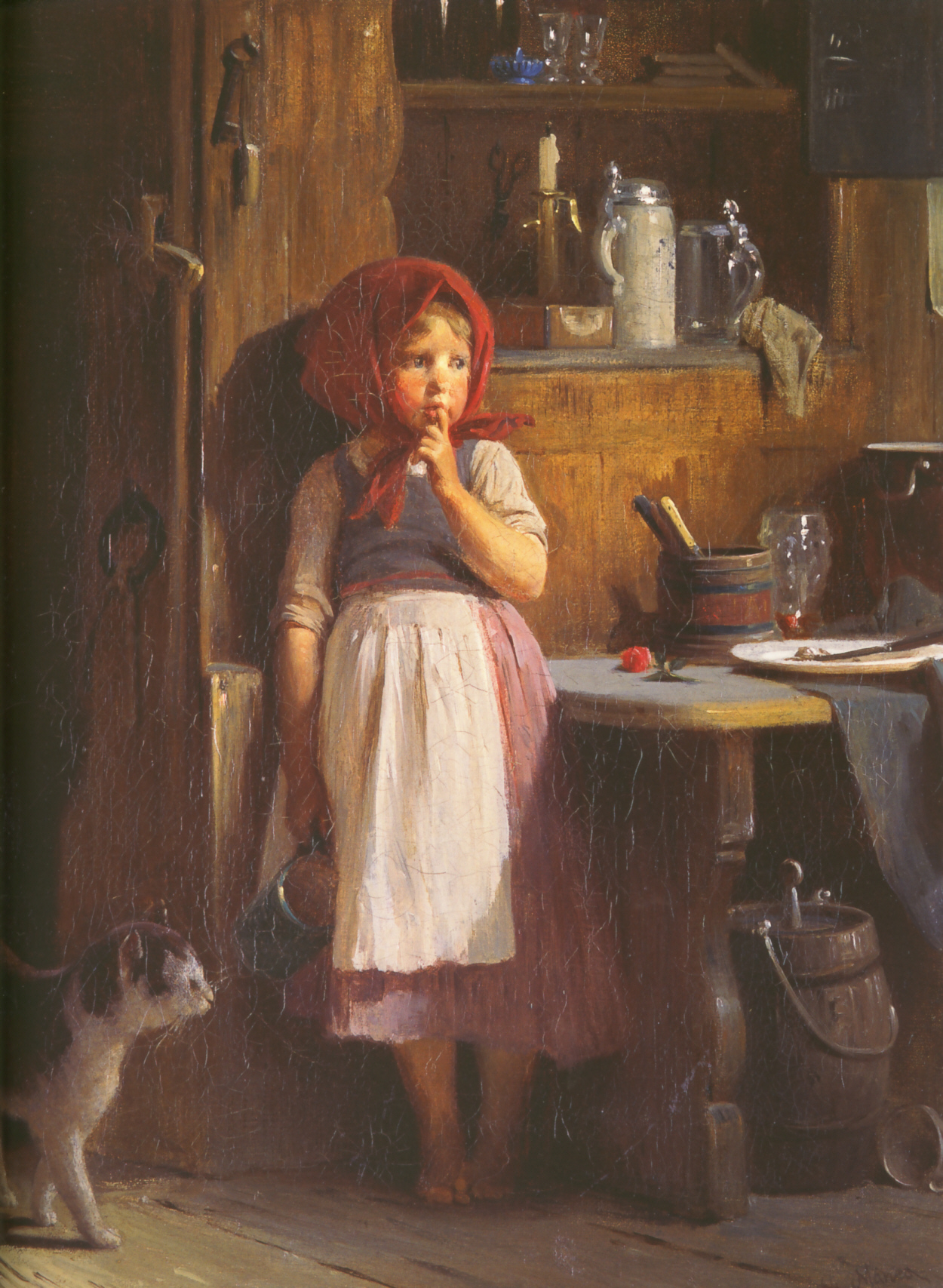
Děvče (kol.1860)
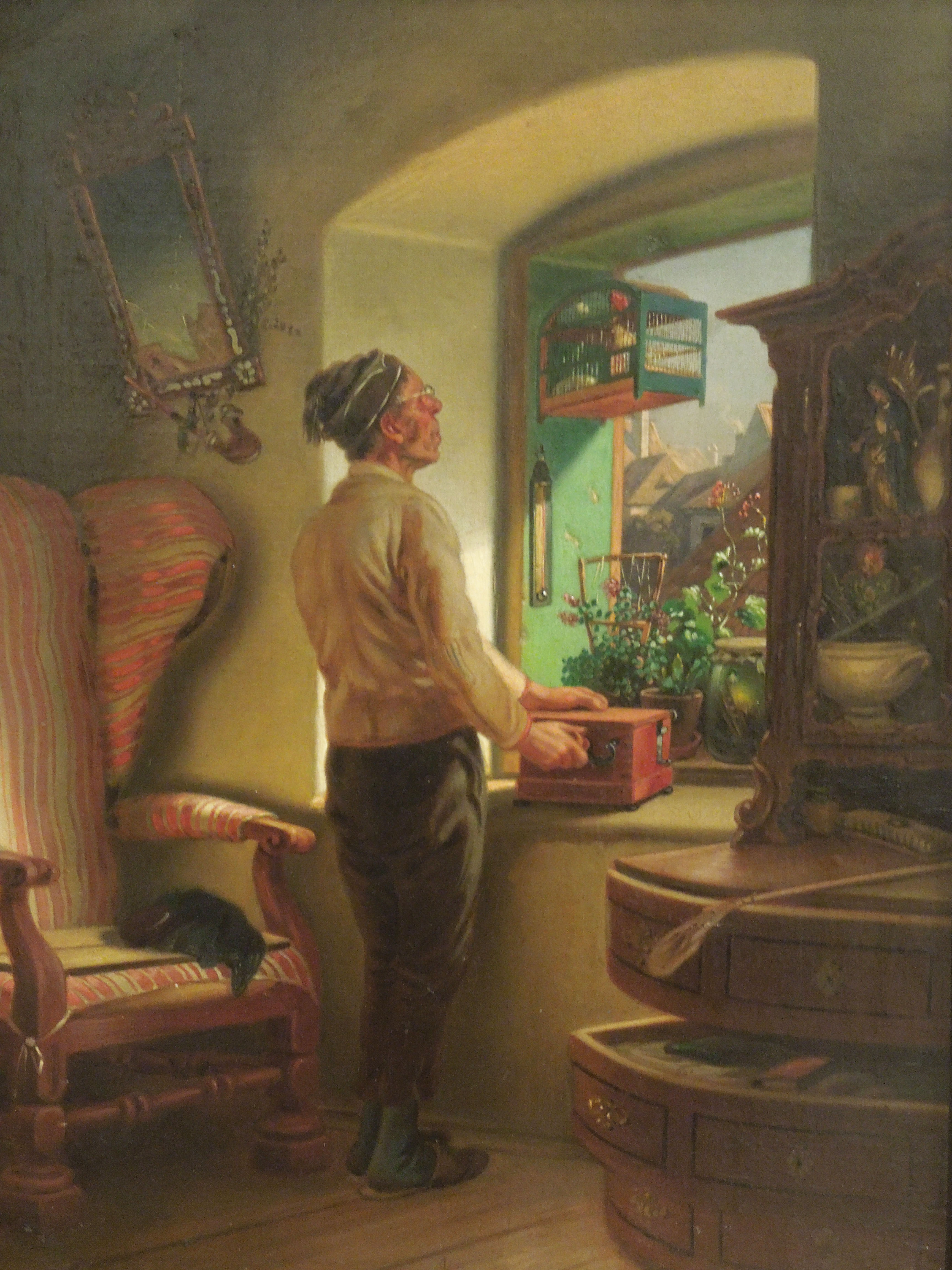
Starý mládenec (1863)
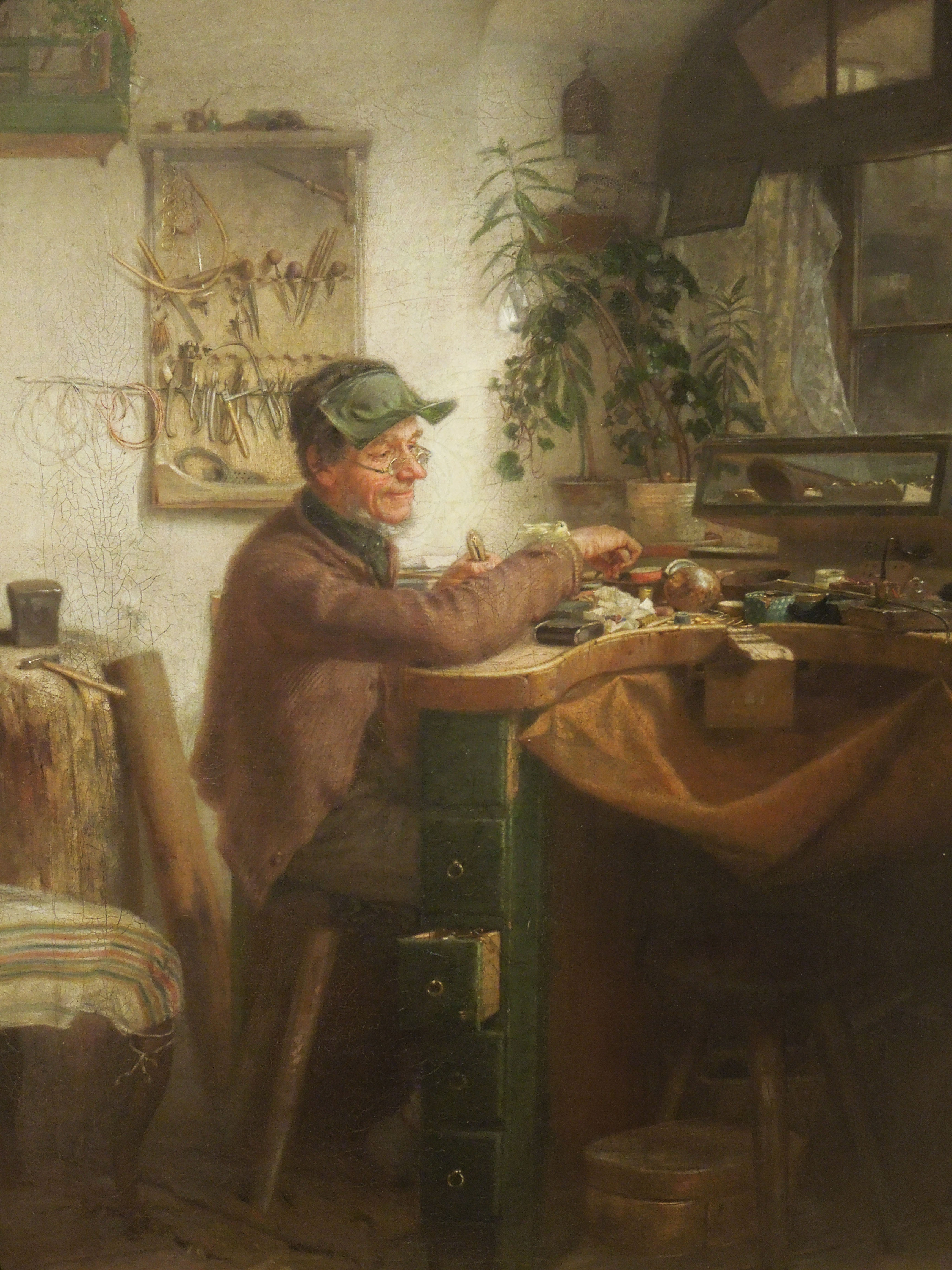
Klenotník (1861)
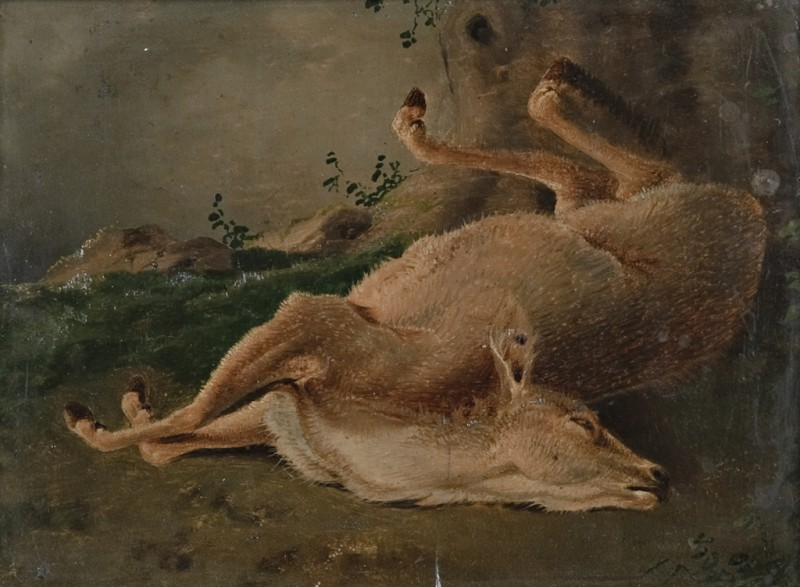
Ulovená laň
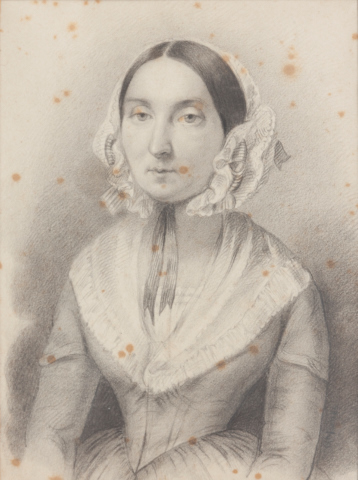
Portrét dámy (kolem r. 1865)
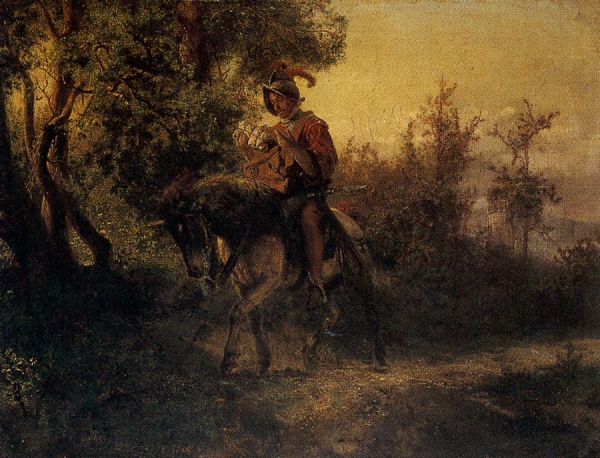
Zvědavý posel (1857)
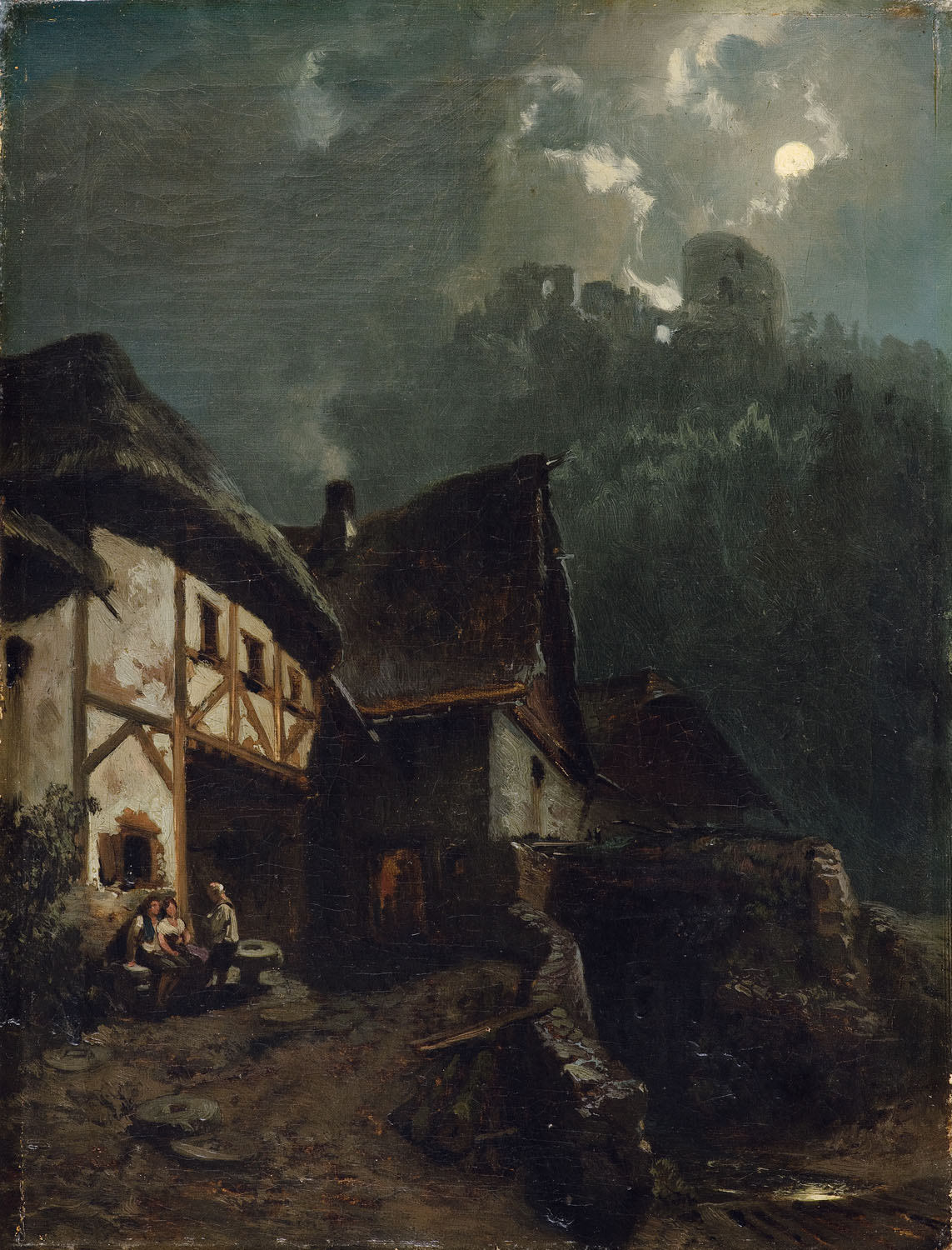
Při měsíčku
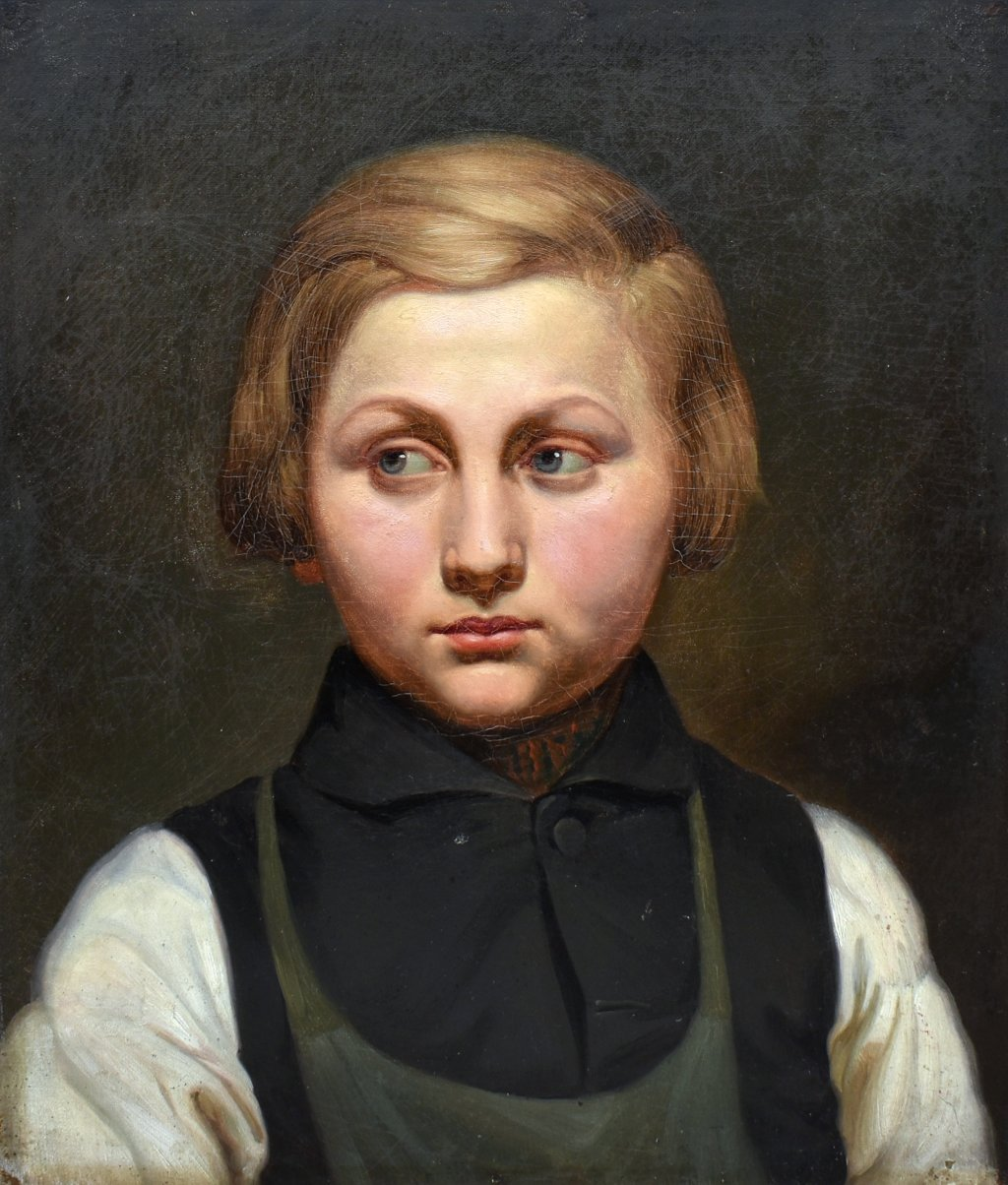
Podobizna plavovlasého chlapce
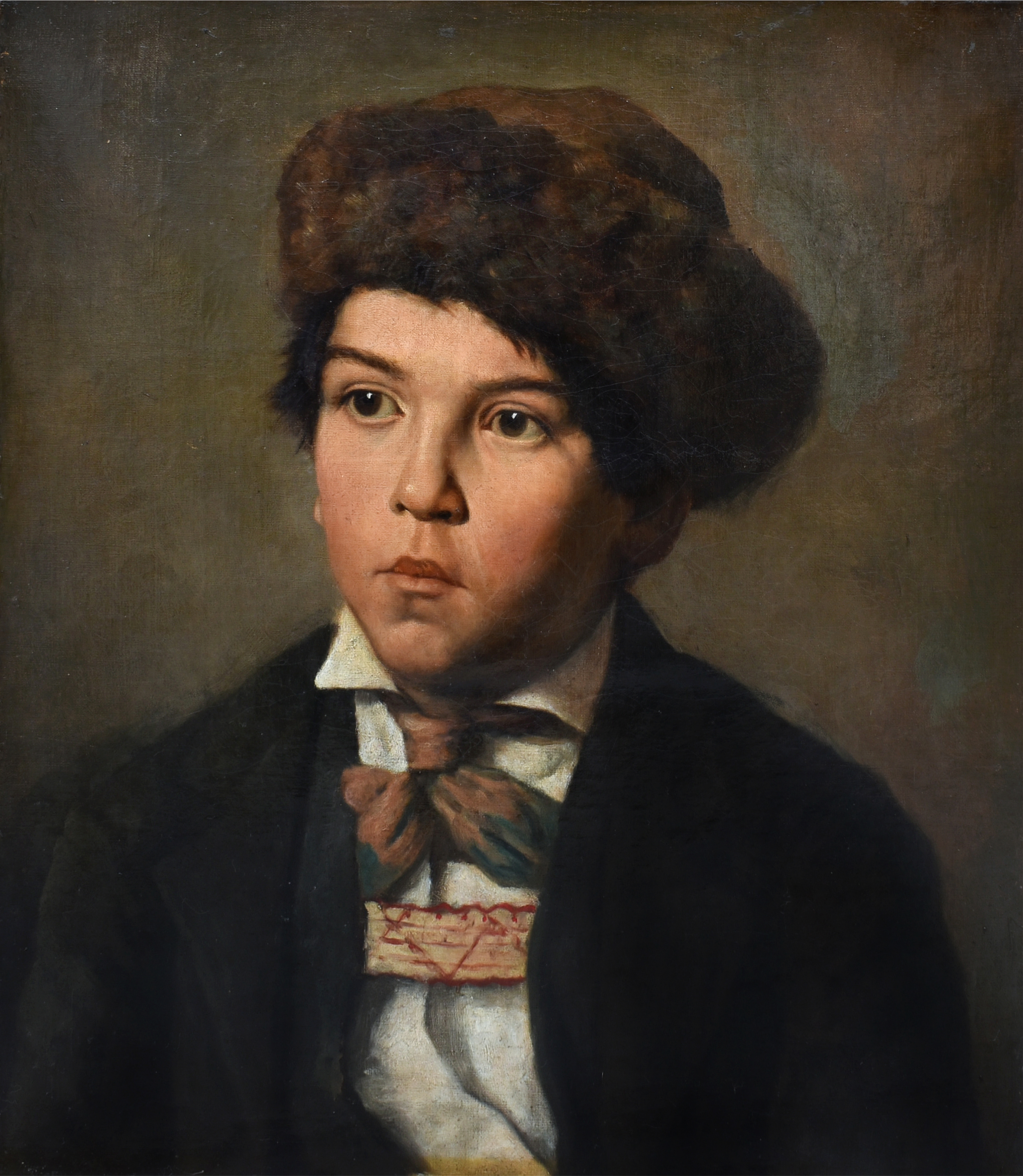
Podobizna chlapce v kožešinové čepici
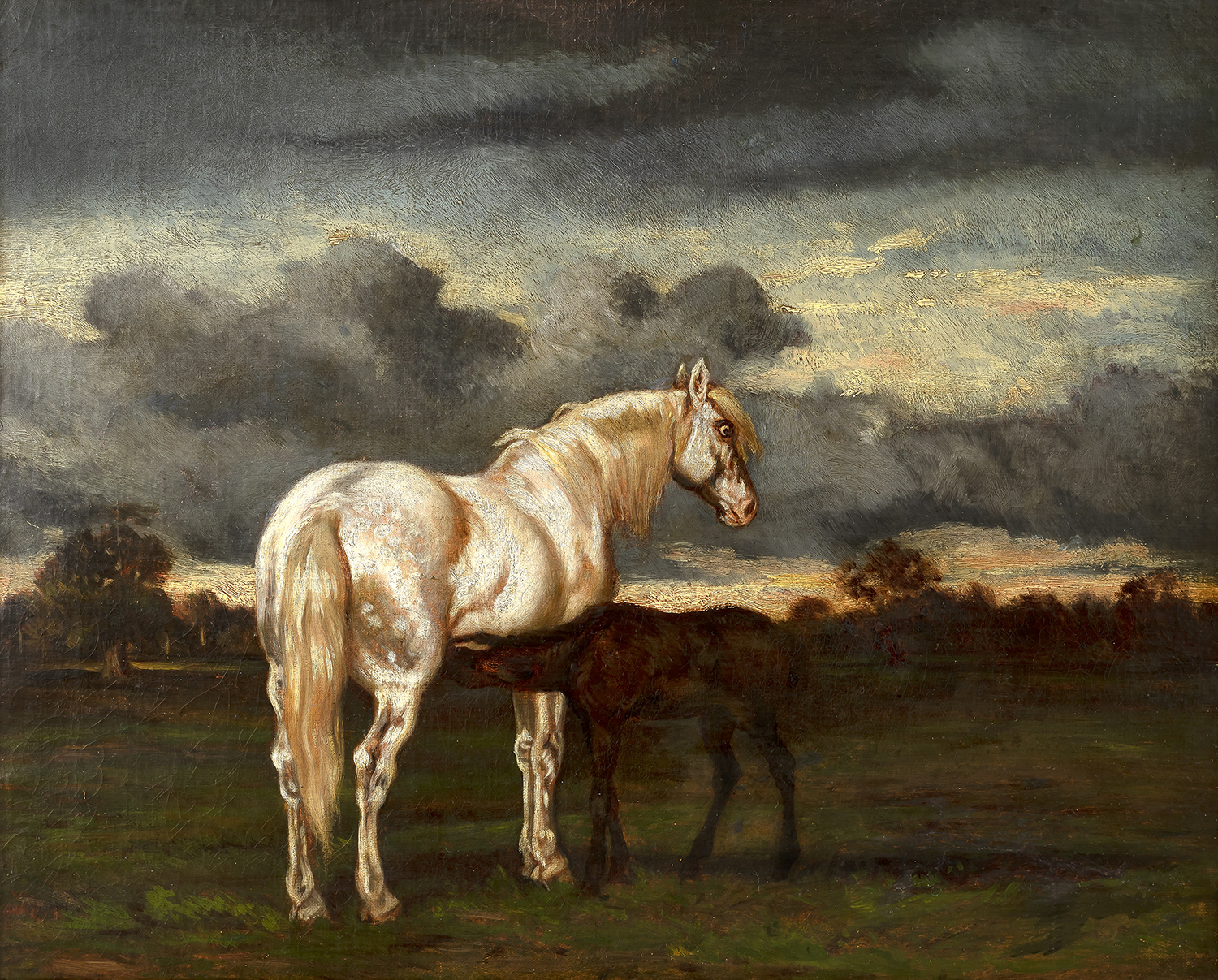
Kobyla s hříbětem